# Campeonato Uruguayo de Segunda División 2022
El Campeonato Uruguayo de Segunda División Profesional 2022 fue la edición 81º del torneo de Segunda División organizado por la AUF, correspondiente al año 2022.

## Sistema de disputa
El sistema se desarrollará en dos etapas: 
Durante la primera parte, se disputará el Torneo Competencia: se dividirá a los doce clubes en dos grupos de seis equipos cada uno, y en ellos se realizará una rueda de partidos mediante el sistema de todos contra todos. Los ganadores de cada serie se enfrentarán en una final, a jugarse en cancha neutral, y el vencedor se asegurará al menos un lugar en los Playoffs, salvo que concluya la temporada en zona de repechaje de descenso. Cabe señalar que las localías se definirán según lo que resulte del fixture, que ha de sortearse en los días anteriores al comienzo de la temporada.
Tras el Torneo Competencia iniciará la segunda etapa, la Fase Regular del Campeonato:
Se disputará a dos ruedas mediante el sistema de todos contra todos. La tabla anual que resulte servirá para definir los dos ascensos directos y los cuatro clubes que disputen los Playoffs, y se conformará con las unidades obtenidas por los equipos en los dos certámenes (Competencia y Fase Regular) sin contar, por supuesto, la final del primer torneo del año.
Por otra parte, quedará definido un nuevo régimen de descensos. En 2022 no habrá clubes que lo hagan de forma directa; los equipos que finalicen en los últimos dos lugares de la tabla general se enfrentarán en repechajes frente a los que concluyan en las posiciones 3° y 4° de la Primera División Amateur.

## Equipos participantes

### Ascensos y descensos
| Club           | Descendido como                              |
| -------------- | -------------------------------------------- |
| Progreso       | 14° Tabla del descenso Primera División 2021 |
| Sud América    | 15° Tabla del descenso Primera División 2021 |
| Villa Española | 16° Tabla del descenso Primera División 2021 |

| Club             | Ascendido como                                             |
| ---------------- | ---------------------------------------------------------- |
| Miramar Misiones | Campeón Primera División Amateur 2021                      |
| La Luz           | Ganador Play-Off de permanencia para Segunda División 2022 |

| Club              | Ascendido como                         |
| ----------------- | -------------------------------------- |
| Albion            | Campeón Segunda División 2021          |
| Danubio           | Subcampeón Segunda División 2021       |
| Defensor Sporting | Ganador Play-Off Segunda División 2021 |

| Club         | Descendido como                                             |
| ------------ | ----------------------------------------------------------- |
| Villa Teresa | Perdedor Play-Off de permanencia para Segunda División 2022 |
| Rocha        | 12° Tabla del descenso Segunda División 2021                |

### Información de equipos
Datos hasta antes del inicio del torneo. Todos los datos estadísticos corresponden únicamente a los Campeonatos Uruguayos organizados por la Asociación Uruguaya de Fútbol. Las fechas de fundación de los equipos son las declaradas por los propios clubes implicados.
| Equipo             | Ciudad      | Estadio de localía      | Capacidad | Fundación               | Temporadas | Temp. Consecutivas | Títulos | Indumentaria      | 2021 |
| ------------------ | ----------- | ----------------------- | --------- | ----------------------- | ---------- | ------------------ | ------- | ----------------- | ---- |
| Atenas             | San Carlos  | Ateniense               | 6.500     | 1 de mayo de 1928       | 19         | 4                  | —       | Hummel            | 9°   |
| Central Español    | Montevideo  | Parque Palermo          | 4.072     | 5 de enero de 1905      | 45         | 10                 | 3       | 1905              | 6°   |
| Cerro              | Montevideo  | Luis Tróccoli           | 25.000    | 1 de diciembre de 1922  | 19         | 2                  | 2       | Luanvi            | 5°   |
| Juventud           | Las Piedras | Juventud Parque Artigas | 6.148     | 24 de diciembre de 1935 | 15         | 3                  | 1       | 1935              | 7°   |
| La Luz             | Montevideo  | Parque Palermo          | 4.072     | 19 de abril de 1929     | 25         | 1                  | —       | Breus             |      |
| Miramar Misiones   | Montevideo  | Parque Palermo          | 4.072     | 25 de junio de 1980     | 26         | 1                  | 3       | Mgr Sport         |      |
| Progreso           | Montevideo  | Abraham Paladino        | 3.200     | 30 de abril de 1917     | 65         | 1                  | 3       | Mgr Sport         |      |
| Racing             | Montevideo  | Parque Palermo          | 4.072     | 6 de abril de 1919      | 45         | 3                  | 5       | Macron            | 4.º  |
| Rampla Juniors     | Montevideo  | Olímpico Pedro Arispe   | 6.190     | 7 de enero de 1914      | 33         | 3                  | 4       | Mgr Sport         | 10°  |
| Sud América        | Montevideo  | Parque Palermo          | 4.072     | 15 de febrero de 1914   | 52         | 1                  | 7       | Starbade          |      |
| Uruguay Montevideo | Montevideo  | Parque Palermo          | 4.072     | 5 de enero de 1921      | 36         | 2                  | —       | Mgr Sport         | 8°   |
| Villa Española     | Montevideo  | Obdulio Varela          | 8.000     | 18 de agosto de 1940    | 22         | 1                  | 1       | Cultura de Barrio |      |

#### Entrenadores
| Equipo             | Entrenador inicial                                             | Entrenadores sustitutos                                       | Entrenadores sustitutos |
| ------------------ | -------------------------------------------------------------- | ------------------------------------------------------------- | ----------------------- |
| Atenas             | Roland Marcenaro (18 partidos / hasta 13.ª fecha Fase Regular) | Valentín Villazán                                             | Valentín Villazán       |
| Central Español    | Mario Szlafmyc (5 partidos / hasta 5.ª fecha Competencia)      | Ricardo Ortiz (8 partidos / hasta 8.ª fecha Fase Regular)     | Maximiliano Viera       |
| Cerro              | Walter Pandiani (16 partidos / hasta 11.ª fecha Fase Regular)  | Edgardo Adinolfi (8 partidos / hasta 19.ª fecha Fase Regular) | Danielo Núñez           |
| Juventud           | Walter Gómez (20 partidos / hasta 15.ª fecha Fase Regular)     | Adrián Fernández                                              | Adrián Fernández        |
| La Luz             | Julio Fuentes                                                  | Julio Fuentes                                                 | Julio Fuentes           |
| Miramar Misiones   | Richard Pellejero (9 partidos / hasta 4.ª fecha Fase Regular)  | Martín García                                                 | Martín García           |
| Progreso           | Álvaro Fuerte (19 partidos / hasta 14.ª fecha Fase Regular)    | Carlos Canobbio                                               | Carlos Canobbio         |
| Racing             | Damián Santín                                                  | Damián Santín                                                 | Damián Santín           |
| Rampla Juniors     | Darlyn Gayol (9 partidos / hasta 4.ª fecha Fase Regular)       | Marcelo Suárez                                                | Marcelo Suárez          |
| Sud América        | Sebastián Cessio (23 partidos / hasta 18.ª fecha Fase Regular) | Richard Pellejero                                             | Richard Pellejero       |
| Uruguay Montevideo | Nicolás Vigneri                                                | Nicolás Vigneri                                               | Nicolás Vigneri         |
| Villa Española     | Julio Mozzo (8 partidos / hasta 3.ª fecha Fase Regular)        | Franco Peraza (8 partidos / hasta 11.ª fecha Fase Regular)    | Gastón Añón             |

## Torneo Competencia

### Grupo A
| Pos. | Equipo             | Pts. | PJ | G | E | P | GF | GC | Dif. |  |
| ---- | ------------------ | ---- | -- | - | - | - | -- | -- | ---- |  |
| 1    | Racing             | 10   | 5  | 3 | 1 | 1 | 9  | 4  | +5   |  |
| 2    | Rampla Juniors     | 10   | 5  | 3 | 1 | 1 | 8  | 3  | +5   |  |
| 3    | Miramar Misiones   | 8    | 5  | 2 | 2 | 1 | 7  | 7  | 0    |  |
| 4    | Sud América        | 7    | 5  | 2 | 1 | 2 | 4  | 5  | −1   |  |
| 5    | Uruguay Montevideo | 6    | 5  | 2 | 0 | 3 | 6  | 7  | −1   |  |
| 6    | Central Español    | 1    | 5  | 0 | 1 | 4 | 2  | 10 | −8   |  |

Actualizado a los partidos jugados el 17 de abril de 2021.
 Fuente: AUF
|  | Clasificado a la final del Torneo. |

### Grupo B
| Pos. | Equipo         | Pts. | PJ | G | E | P | GF | GC | Dif. |  |
| ---- | -------------- | ---- | -- | - | - | - | -- | -- | ---- |  |
| 1    | La Luz         | 15   | 5  | 5 | 0 | 0 | 8  | 2  | +6   |  |
| 2    | Progreso       | 9    | 5  | 3 | 0 | 2 | 6  | 5  | +1   |  |
| 3    | Atenas         | 7    | 5  | 2 | 1 | 2 | 4  | 4  | 0    |  |
| 4    | Juventud       | 5    | 5  | 1 | 2 | 2 | 4  | 5  | −1   |  |
| 5    | Cerro          | 4    | 5  | 1 | 1 | 3 | 5  | 7  | −2   |  |
| 6    | Villa Española | 3    | 5  | 1 | 0 | 4 | 5  | 9  | −4   |  |

Actualizado a los partidos jugados el 17 de abril de 2021.
 Fuente: AUF
|  | Clasificado a la final del Torneo. |

### Fixture
Fuente: 
| Rampla Juniors   | 1:0 | Uruguay Montevideo | Olímpico       | 19 de marzo | 10:15 | Serie A |
| Miramar Misiones | 2:2 | Sud América        | Parque Capurro | 19 de marzo | 16:00 | Serie A |
| Central Español  | 1:1 | Racing             | Parque Palermo | 19 de marzo | 21:00 | Serie A |
| Juventud         | 0:0 | Atenas             | Parque Artigas | 19 de marzo | 15:00 | Serie B |
| Cerro            | 0:1 | Villa Española     | Luis Tróccoli  | 20 de marzo | 10:15 | Serie B |
| La Luz           | 1:0 | Progreso           | Suppici        | 20 de marzo | 16:00 | Serie B |

| Sud América      | 1:0 | Central Español    | Olímpico         | 25 de marzo | 16:00 | Serie A |
| Miramar Misiones | 1:3 | Uruguay Montevideo | Parque Capurro   | 25 de marzo | 16:00 | Serie A |
| Racing           | 2:0 | Rampla Juniors     | Parque Palermo   | 25 de marzo | 18:15 | Serie A |
| Juventud         | 1:0 | Villa Española     | Parque Artigas   | 25 de marzo | 13:45 | Serie B |
| Progreso         | 2:1 | Cerro              | Abraham Paladino | 25 de marzo | 16:00 | Serie B |
| Atenas           | 0:1 | La Luz             | Domingo Burgueño | 25 de marzo | 19:00 | Serie B |

| Uruguay Montevideo | 1:3 | Racing           | Luis Tróccoli   | 3 de abril | 10:00 | Serie A |
| Central Español    | 0:1 | Miramar Misiones | Abraham Palermo | 3 de abril | 12:15 | Serie A |
| Rampla Juniors     | 1:0 | Sud América      | Olímpico        | 3 de abril | 16:00 | Serie A |
| Cerro              | 1:0 | Atenas           | Luis Tróccoli   | 2 de abril | 10:00 | Serie B |
| Villa Española     | 1:2 | Progreso         | Obdulio Varela  | 2 de abril | 16:00 | Serie B |
| La Luz             | 1:0 | Juventud         | Alberto Suppici | 3 de abril | 16:00 | Serie B |

| Uruguay Montevideo | 2:1 | Central Español | Luis Tróccoli    | 9 de abril  | 15:30 | Serie A |
| Miramar Misiones   | 1:1 | Rampla Juniors  | Parque Capurro   | 9 de abril  | 15:30 | Serie A |
| Racing             | 2:0 | Sud América     | Parque Palermo   | 9 de abril  | 21:00 | Serie A |
| Juventud           | 2:2 | Cerro           | Parque Artigas   | 9 de abril  | 10:15 | Serie B |
| Villa Española     | 1:3 | La Luz          | Obdulio Varela   | 9 de abril  | 15:30 | Serie B |
| Progreso           | 0:1 | Atenas          | Abraham Paladino | 10 de abril | 10:15 | Serie B |

| Sud América    | 1:0 | Uruguay Montevideo | Parque Palermo   | 16 de abril | 15:30 | Serie A |
| Racing         | 1:2 | Miramar Misiones   | Parque Palermo   | 17 de abril | 12:30 | Serie A |
| Rampla Juniors | 5:0 | Central Español    | Olímpico         | 17 de abril | 15:30 | Serie A |
| Progreso       | 2:1 | Juventud           | Abraham Paladino | 16 de abril | 10:15 | Serie B |
| Atenas         | 3:2 | Villa Española     | Domingo Burgueño | 16 de abril | 12:00 | Serie B |
| Cerro          | 1:2 | La Luz             | Luis Tróccoli    | 17 de abril | 10:00 | Serie B |

### Final
| Final del Torneo Competencia 2022; 24 de abril de 2022 | La Luz | 0:2 (0:1) | Racing                                 | Estadio Centenario, Montevideo |  |
| 10:00 (UTC-3)                                          |        |           | - 43' Luis Gorocito - 90+6' Diego Vera |                                |  |

| Campeón del Torneo Competencia 2022 Racing 1er título. |

## Fase regular y tabla anual
- Los equipos comienzan la fase regular con 5 partidos acumulados ya que se suman los puntos del Torneo Competencia.

| Pos. | Equipo             | Pts. | PJ | G  | E  | P  | GF | GC | Dif. |  |
| ---- | ------------------ | ---- | -- | -- | -- | -- | -- | -- | ---- |  |
| 1    | Racing (C, A)      | 57   | 27 | 17 | 6  | 4  | 40 | 18 | +22  |  |
| 2    | La Luz (A)         | 51   | 27 | 14 | 9  | 4  | 35 | 23 | +12  |  |
| 3    | Uruguay Montevideo | 44   | 27 | 13 | 5  | 9  | 35 | 29 | +6   |  |
| 4    | Cerro (A)          | 41   | 27 | 11 | 8  | 8  | 31 | 30 | +1   |  |
| 5    | Miramar Misiones   | 40   | 27 | 10 | 10 | 7  | 38 | 32 | +6   |  |
| 6    | Rampla Juniors     | 35   | 27 | 10 | 5  | 12 | 32 | 31 | +1   |  |
| 7    | Sud América        | 33   | 27 | 9  | 6  | 12 | 27 | 38 | −11  |  |
| 8    | Atenas             | 32   | 27 | 7  | 8  | 12 | 24 | 25 | −1   |  |
| 9    | Progreso           | 31   | 27 | 7  | 10 | 10 | 23 | 27 | −4   |  |
| 10   | Juventud           | 27   | 27 | 6  | 9  | 12 | 19 | 28 | −9   |  |
| 11   | Villa Española     | 27   | 27 | 7  | 6  | 14 | 27 | 37 | −10  |  |
| 12   | Central Español    | 22   | 27 | 5  | 10 | 12 | 22 | 35 | −13  |  |

Actualizado a los partidos jugados el 25 de septiembre de 2022.
 Fuente: AUF
Notas:
1. ↑  La AUF le adjudicó los 3 puntos a Atenas luego de su encuentro ante Central Español.
2. ↑  A Central Español se le quitaron los 3 puntos obtenidos en su partido frente a Atenas por inconvenientes con la ficha médica de un jugador.

|  | Campeón. Asciende a Campeonato Uruguayo de Primera División 2023.    |
|  | Subcampeón. Asciende a Campeonato Uruguayo de Primera División 2023. |
|  | Clasificados a los playoffs por el tercer ascenso.                   |

### Evolución de la clasificación
- Actualizado al 18 de septiembre de 2022

| Equipo \ Jornadas  | 01 | 02 | 03 | 04 | 05 | 06 | 07 | 08 | 09 | 10 | 11 | 12 | 13 | 14 | 15 | 16 | 17 | 18 | 19 | 20 | 21 | 22 | 23 | 24 | 25 | 26 | 27 |
| ------------------ | -- | -- | -- | -- | -- | -- | -- | -- | -- | -- | -- | -- | -- | -- | -- | -- | -- | -- | -- | -- | -- | -- | -- | -- | -- | -- | -- |
| Racing             | 7  | 2  | 2  | 2  | 2  | 2  | 2  | 1  | 1  | 2  | 2  | 2  | 2  | 1  | 1  | 1  | 1  | 1  | 1  | 1  | 1  | 1  | 1  | 1  | 1  | 1  | 1  |
| La Luz             | 1  | 1  | 1  | 1  | 1  | 1  | 1  | 2  | 2  | 1  | 1  | 1  | 1  | 2  | 2  | 2  | 2  | 2  | 2  | 2  | 2  | 2  | 2  | 2  | 2  | 2  | 2  |
| Uruguay Montevideo | 12 | 5  | 8  | 4  | 8  | 6  | 6  | 7  | 5  | 5  | 3  | 3  | 3  | 3  | 3  | 3  | 3  | 3  | 3  | 4  | 5  | 4  | 4  | 5  | 4  | 4  | 3  |
| Cerro              | 10 | 12 | 9  | 8  | 10 | 11 | 10 | 8  | 6  | 6  | 6  | 6  | 4  | 4  | 4  | 4  | 4  | 4  | 4  | 3  | 3  | 3  | 3  | 3  | 3  | 3  | 4  |
| Miramar Misiones   | 4  | 9  | 5  | 6  | 5  | 7  | 8  | 10 | 11 | 9  | 8  | 10 | 9  | 10 | 9  | 6  | 6  | 6  | 6  | 5  | 4  | 5  | 5  | 4  | 5  | 5  | 5  |
| Rampla Juniors     | 2  | 8  | 4  | 3  | 3  | 4  | 4  | 6  | 8  | 8  | 10 | 11 | 11 | 11 | 11 | 11 | 10 | 10 | 9  | 7  | 6  | 6  | 6  | 7  | 7  | 6  | 6  |
| Sud América        | 5  | 3  | 6  | 10 | 7  | 5  | 5  | 5  | 7  | 7  | 5  | 5  | 8  | 9  | 8  | 8  | 5  | 5  | 5  | 6  | 7  | 7  | 8  | 8  | 6  | 8  | 7  |
| Atenas             | 8  | 11 | 12 | 9  | 6  | 8  | 7  | 4  | 7  | 7  | 9  | 8  | 5  | 5  | 5  | 5  | 8  | 8  | 10 | 8  | 8  | 8  | 7  | 6  | 8  | 9  | 8  |
| Progreso           | 11 | 6  | 3  | 5  | 4  | 3  | 3  | 3  | 3  | 3  | 4  | 4  | 7  | 7  | 7  | 7  | 7  | 7  | 7  | 9  | 9  | 11 | 11 | 10 | 10 | 7  | 9  |
| Juventud           | 9  | 4  | 7  | 7  | 9  | 10 | 9  | 9  | 10 | 10 | 7  | 7  | 6  | 6  | 6  | 9  | 9  | 9  | 8  | 10 | 10 | 10 | 9  | 9  | 9  | 10 | 10 |
| Villa Española     | 3  | 7  | 10 | 11 | 11 | 9  | 11 | 11 | 11 | 11 | 11 | 9  | 10 | 11 | 10 | 10 | 10 | 11 | 11 | 11 | 11 | 9  | 10 | 11 | 11 | 11 | 11 |
| Central Español    | 6  | 10 | 11 | 12 | 12 | 12 | 12 | 12 | 12 | 12 | 12 | 12 | 12 | 12 | 12 | 12 | 12 | 12 | 12 | 12 | 12 | 12 | 12 | 12 | 12 | 12 | 12 |

### Fixture

#### Primera Rueda
Fuente: 
| Miramar Misiones   | 0:1 | Progreso       | Parque Palermo   | 30 de abril | 10:00 |
| Juventud           | 0:2 | Racing         | Parque Artigas   | 30 de abril | 12:45 |
| Villa Española     | 3:2 | Rampla Juniors | Obdulio Varela   | 30 de abril | 15:15 |
| Sud América        | 1:0 | Atenas         | Estadio Olímpico | 30 de abril | 15:15 |
| Uruguay Montevideo | 3:1 | Cerro          | Parque Paladino  | 30 de abril | 15:15 |
| Central Español    | 3:2 | La Luz         | Parque Palermo   | 30 de abril | 15:30 |

| Atenas         | 1:1 | Central Español    | Domingo Burgueño | 6 de mayo | 15:00 |
| Cerro          | 3:2 | Sud América        | Luis Tróccoli    | 6 de mayo | 21:30 |
| Progreso       | 2:0 | Villa Española     | Parque Paladino  | 7 de mayo | 10:00 |
| Racing         | 2:1 | Uruguay Montevideo | Parque Palermo   | 7 de mayo | 16:00 |
| La Luz         | 3:1 | Miramar Misiones   | Parque Palermo   | 7 de mayo | 21:00 |
| Rampla Juniors | 0:1 | Juventud           | Estadio Olímpico | 8 de mayo | 10:00 |

| Central Español    | 1:2 | Cerro          | Parque Palermo  | 13 de mayo | 21:30 |
| Miramar Misiones   | 1:2 | Atenas         | Parque Palermo  | 15 de mayo | 14:15 |
| Villa Española     | 1:1 | La Luz         | Obdulio Varela  | 15 de mayo | 15:00 |
| Racing             | 1:0 | Rampla Juniors | Parque Palermo  | 15 de mayo | 19:15 |
| Juventud           | 0:0 | Progreso       | Parque Artigas  | 16 de mayo | 13:00 |
| Uruguay Montevideo | 1:1 | Sud América    | Parque Paladino | 16 de mayo | 15:15 |

| Atenas         | 2:3 | Villa Española     | Domingo Burgueño | 20 de mayo | 12:00 |
| Cerro          | 2:1 | Miramar Misiones   | Parque Capurro   | 20 de mayo | 15:00 |
| La Luz         | 2:1 | Juventud           | Parque Palermo   | 20 de mayo | 20:30 |
| Rampla Juniors | 1:2 | Uruguay Montevideo | Estadio Olímpico | 21 de mayo | 10:00 |
| Sud América    | 2:1 | Central Español    | Estadio Olímpico | 21 de mayo | 15:00 |
| Progreso       | 0:2 | Racing             | Parque Paladino  | 22 de mayo | 10:00 |

| Juventud           | 0:0 | Atenas          | Parque Artigas     | 24 de mayo | 15:00 |
| Villa Española     | 0:1 | Cerro           | Obdulio Varela     | 24 de mayo | 15:00 |
| Racing             | 0:1 | La Luz          | Parque Palermo     | 25 de mayo | 13:00 |
| Uruguay Montevideo | 2:0 | Central Español | Parque Saroldi     | 25 de mayo | 15:00 |
| Miramar Misiones   | 3:0 | Sud América     | Complejo Rentistas | 25 de mayo | 15:00 |
| Rampla Juniors     | 1:1 | Progreso        | Estadio Olímpico   | 25 de mayo | 15:15 |

| Progreso        | 0:2 | Uruguay Montevideo | Parque Paladino  | 28 de mayo | 12:30 |
| Sud América     | 2:0 | Villa Española     | Parque Palermo   | 28 de mayo | 15:00 |
| Cerro           | 0:1 | Juventud           | Parque Palermo   | 29 de mayo | 10:00 |
| Atenas          | 0:2 | Racing             | Domingo Burgueño | 29 de mayo | 13:00 |
| La Luz          | 2:0 | Rampla Juniors     | Parque Palermo   | 29 de mayo | 15:00 |
| Central Español | 1:1 | Miramar Misiones   | Parque Palermo   | 29 de mayo | 21:00 |

| Uruguay Montevideo | 3:1 | Miramar Misiones | Parque Palermo   | 4 de junio | 10:00 |
| Juventud           | 1:0 | Sud América      | Parque Artigas   | 4 de junio | 15:00 |
| Villa Española     | 2:1 | Central Español  | Obdulio Varela   | 4 de junio | 15:00 |
| Progreso           | 2:4 | La Luz           | Parque Paladino  | 5 de junio | 10:00 |
| Rampla Juniors     | 0:3 | Atenas           | Estadio Olímpico | 5 de junio | 15:00 |
| Racing             | 1:0 | Cerro            | Parque Palermo   | 5 de junio | 20:00 |

| Atenas           | 1:0 | Progreso           | Domingo Burgueño   | 10 de junio | 15:00 |
| Central Español  | 0:0 | Juventud           | Parque Palermo     | 10 de junio | 20:15 |
| Sud América      | 0:4 | Racing             | Parque Palermo     | 11 de junio | 21:00 |
| Cerro            | 1:0 | Rampla Juniors     | Luis Tróccoli      | 12 de junio | 12:30 |
| Miramar Misiones | 1:0 | Villa Española     | Complejo Rentistas | 12 de junio | 15:00 |
| La Luz           | 1:1 | Uruguay Montevideo | Parque Palermo     | 12 de junio | 20:15 |

| La Luz             | 0:0 | Atenas           | Parque Palermo     | 17 de junio | 21:15 |
| Progreso           | 0:0 | Cerro            | Abraham Paladino   | 18 de junio | 12:30 |
| Juventud           | 1:1 | Miramar Misiones | Parque Artigas     | 18 de junio | 15:00 |
| Rampla Juniors     | 0:0 | Sud América      | Olímpico           | 18 de junio | 15:00 |
| Uruguay Montevideo | 1:3 | Villa Española   | Parque Palermo     | 19 de junio | 12:30 |
| Racing             | 1:0 | Central Español  | Complejo Rentistas | 19 de junio | 15:00 |

| Cerro            | 3:0 | La Luz             | Luis Tróccoli    | 21 de junio | 20:15 |
| Sud América      | 1:1 | Progreso           | Parque Palermo   | 22 de junio | 13:00 |
| Villa Española   | 1:1 | Juventud           | Obdulio Varela   | 22 de junio | 15:00 |
| Atenas           | 0:1 | Uruguay Montevideo | Domingo Burgueño | 22 de junio | 15:00 |
| Miramar Misiones | 1:1 | Racing             | Olímpico         | 22 de junio | 15:00 |
| Central Español  | 2:0 | Rampla Juniors     | Parque Palermo   | 22 de junio | 20:15 |

| Progreso           | 1:1 | Central Español  | Abraham Paladino | 25 de junio | 12:30 |
| La Luz             | 0:0 | Sud América      | Parque Palermo   | 25 de junio | 15:15 |
| Uruguay Montevideo | 3:1 | Juventud         | Parque Palermo   | 25 de junio | 20:15 |
| Racing             | 3:2 | Villa Española   | Parque Palermo   | 26 de junio | 12:30 |
| Atenas             | 0:0 | Cerro            | Domingo Burgueño | 26 de junio | 15:00 |
| Rampla Juniors     | 1:2 | Miramar Misiones | Olímpico         | 26 de junio | 15:00 |

#### Segunda Rueda
Fuente: 
| Progreso       | 1:1 | Miramar Misiones   | Abraham Paladino | 23 de julio | 12:30 |
| Cerro          | 3:1 | Uruguay Montevideo | Luis Tróccoli    | 24 de julio | 12:30 |
| Atenas         | 1:2 | Sud América        | Domingo Burgueño | 24 de julio | 15:00 |
| Rampla Juniors | 1:0 | Villa Española     | Olímpico         | 24 de julio | 15:00 |
| La Luz         | 0:0 | Central Español    | Abraham Paladino | 24 de julio | 15:00 |
| Racing         | 1:0 | Juventud           | Parque Palermo   | 24 de julio | 21:30 |

| Miramar Misiones   | 1:1 | La Luz         | Parque Palermo | 29 de julio | 19:15 |
| Uruguay Montevideo | 1:1 | Racing         | Luis Tróccoli  | 30 de julio | 12:30 |
| Villa Española     | 0:0 | Progreso       | Obdulio Varela | 30 de julio | 15:00 |
| Central Español    | 3:2 | Atenas         | Parque Palermo | 30 de julio | 16:00 |
| Juventud           | 1:2 | Rampla Juniors | Parque Artigas | 31 de julio | 12:30 |
| Sud América        | 0:1 | Cerro          | Parque Palermo | 31 de julio | 16:00 |

| Atenas         | 0:1 | Miramar Misiones   | Parque Palermo     | 5 de agosto | 13:45 |
| Cerro          | 2:0 | Central Español    | Luis Tróccoli      | 5 de agosto | 16:00 |
| Progreso       | 0:1 | Juventud           | Abraham Paladino   | 6 de agosto | 10:15 |
| La Luz         | 1:1 | Villa Española     | Complejo Rentistas | 7 de agosto | 10:00 |
| Rampla Juniors | 1:0 | Racing             | Olímpico           | 7 de agosto | 12:30 |
| Sud América    | 1:0 | Uruguay Montevideo | Parque Palermo     | 7 de agosto | 20:30 |

| Uruguay Montevideo | 0:4 | Rampla Juniors | Abraham Paladino | 13 de agosto | 12:15 |
| Juventud           | 0:1 | La Luz         | Parque Artigas   | 13 de agosto | 14:00 |
| Villa Española     | 0:0 | Atenas         | Obdulio Varela   | 13 de agosto | 15:00 |
| Central Español    | 1:1 | Sud América    | Parque Palermo   | 13 de agosto | 15:30 |
| Racing             | 2:1 | Progreso       | Parque Palermo   | 14 de agosto | 10:15 |
| Miramar Misiones   | 4:1 | Cerro          | Parque Palermo   | 14 de agosto | 18:15 |

| Cerro           | 1:1 | Villa Española     | Luis Tróccoli    | 19 de agosto | 17:30 |
| Progreso        | 0:1 | Rampla Juniors     | Abraham Paladino | 20 de agosto | 12:30 |
| Atenas          | 2:1 | Juventud           | Ateniense        | 20 de agosto | 15:00 |
| Central Español | 0:0 | Uruguay Montevideo | Parque Palermo   | 20 de agosto | 15:30 |
| La Luz          | 0:0 | Racing             | Parque Palermo   | 20 de agosto | 20:30 |
| Sud América     | 2:5 | Miramar Misiones   | Parque Palermo   | 21 de agosto | 21:30 |

| Rampla Juniors     | 0:3 | La Luz          | Olímpico       | 23 de agosto | 15:15 |
| Racing             | 0:0 | Atenas          | Parque Palermo | 24 de agosto | 13:00 |
| Miramar Misiones   | 0:0 | Central Español | Olímpico       | 24 de agosto | 15:00 |
| Uruguay Montevideo | 1:0 | Progreso        | Luis Tróccoli  | 24 de agosto | 15:00 |
| Villa Española     | 1:0 | Sud América     | Obdulio Varela | 24 de agosto | 15:00 |
| Juventud           | 1:1 | Cerro           | Parque Artigas | 25 de agosto | 11:00 |

| La Luz           | 1:1 | Progreso           | Parque Palermo | 27 de agosto | 21:00 |
| Sud América      | 0:2 | Juventud           | Parque Palermo | 28 de agosto | 10:00 |
| Cerro            | 0:0 | Racing             | Luis Tróccoli  | 28 de agosto | 12:30 |
| Central Español  | 2:0 | Villa Española     | Parque Palermo | 28 de agosto | 15:15 |
| Miramar Misiones | 0:0 | Uruguay Montevideo | Parque Palermo | 28 de agosto | 20:30 |
| Atenas           | 1:1 | Rampla Juniors     | Centenario     | 29 de agosto | 15:30 |

| Racing             | 4:2 | Sud América      | Parque Palermo   | 2 de septiembre | 19:30 |
| Progreso           | 1:0 | Atenas           | Abraham Paladino | 3 de septiembre | 10:00 |
| Villa Española     | 1:2 | Miramar Misiones | Obdulio Varela   | 3 de septiembre | 10:00 |
| Rampla Juniors     | 2:2 | Cerro            | Olímpico         | 3 de septiembre | 13:00 |
| Juventud           | 0:1 | Central Español  | Parque Artigas   | 3 de septiembre | 15:30 |
| Uruguay Montevideo | 1:2 | La Luz           | Luis Tróccoli    | 3 de septiembre | 20:30 |

| Cerro            | 1:1 | Progreso           | Luis Tróccoli     | 10 de septiembre | 12:30 |
| Central Español  | 1:2 | Racing             | Parque Palermo    | 10 de septiembre | 20:30 |
| Sud América      | 2:1 | Rampla Juniors     | Parque Palermo    | 11 de septiembre | 12:30 |
| Villa Española   | 0:1 | Uruguay Montevideo | Obdulio Varela    | 11 de septiembre | 15:30 |
| Atenas           | 1:2 | La Luz             | Estadio Ateniense | 11 de septiembre | 16:00 |
| Miramar Misiones | 1:1 | Juventud           | Parque Palermo    | 12 de septiembre | 13:45 |

| La Luz             | 0:1 | Cerro            | Parque Palermo   | 17 de septiembre | 12:30 |
| Progreso           | 3:1 | Sud América      | Abraham Paladino | 17 de septiembre | 15:30 |
| Juventud           | 1:2 | Villa Española   | Parque Artigas   | 17 de septiembre | 15:30 |
| Uruguay Montevideo | 1:0 | Atenas           | Luis Tróccoli    | 17 de septiembre | 15:30 |
| Racing             | 0:2 | Miramar Misiones | Parque Palermo   | 17 de septiembre | 21:30 |
| Rampla Juniors     | 3:0 | Central Español  | Olímpico         | 18 de septiembre | 12:30 |

| Cerro            | 0:4 | Atenas             | Luis Tróccoli  | 25 de septiembre | 13:30 |
| Sud América      | 3:0 | La Luz             | Olímpico       | 25 de septiembre | 13:30 |
| Central Español  | 1:1 | Progreso           | Parque Palermo | 25 de septiembre | 13:30 |
| Juventud         | 0:3 | Uruguay Montevideo | Parque Artigas | 25 de septiembre | 13:30 |
| Miramar Misiones | 1:3 | Rampla Juniors     | Parque Capurro | 25 de septiembre | 13:30 |
| Villa Española   | 1:2 | Racing (C)         | Obdulio Varela | 25 de septiembre | 13:30 |

## Play-Offs

### Equipos clasificados
- Cerro
- Uruguay Montevideo
- Miramar Misiones
- Rampla Juniors

### Cuadro
Nota: En las semifinales, los equipos finalizados en 3° y 4° lugar de la tabla acumulada (Uruguay Montevideo y Cerro, respectivamente) corren con ventaja deportiva en el caso de finalizar en igualdad de puntos y goles con su rival. En cada cruce, el equipo que ocupa la primera línea es el que definirá la serie en condición de local.
|  | Semifinales                                                      | Semifinales                                                      | Semifinales                                                      |   |                | Final                                                      | Final                                                      | Final                                                      |  |
|  | 1 y 2 de octubre de 2022 (ida) 8 y 9 de octubre de 2022 (vuelta) | 1 y 2 de octubre de 2022 (ida) 8 y 9 de octubre de 2022 (vuelta) | 1 y 2 de octubre de 2022 (ida) 8 y 9 de octubre de 2022 (vuelta) |   |                | 16 de octubre de 2022 (ida) 22 de octubre de 2022 (vuelta) | 16 de octubre de 2022 (ida) 22 de octubre de 2022 (vuelta) | 16 de octubre de 2022 (ida) 22 de octubre de 2022 (vuelta) |  |
|  |                                                                  |                                                                  |                                                                  |   |                |                                                            |                                                            |                                                            |  |
|  |                                                                  |                                                                  |                                                                  |   |                |                                                            |                                                            |                                                            |  |
|  | Uruguay Montevideo                                               | 0                                                                | 1                                                                |   |                |                                                            |                                                            |                                                            |  |
|  | Uruguay Montevideo                                               | 0                                                                | 1                                                                |   |                |                                                            |                                                            |                                                            |  |
|  | Rampla Juniors                                                   | 1                                                                | 1                                                                |   |                |                                                            |                                                            |                                                            |  |
|  | Rampla Juniors                                                   | 1                                                                | 1                                                                |   | Rampla Juniors | 0                                                          | 0                                                          |                                                            |  |
|  |                                                                  |                                                                  |                                                                  |   | Rampla Juniors | 0                                                          | 0                                                          |                                                            |  |
|  |                                                                  |                                                                  | Cerro                                                            | 1 | 0              |                                                            |                                                            |                                                            |  |
|  | Cerro                                                            | 2                                                                | Cerro                                                            | 1 | 0              | 1                                                          |                                                            |                                                            |  |
|  | Cerro                                                            | 2                                                                |                                                                  |   |                | 1                                                          |                                                            |                                                            |  |
|  | Miramar Misiones                                                 | 0                                                                | 3                                                                |   |                |                                                            |                                                            |                                                            |  |
|  | Miramar Misiones                                                 | 0                                                                | 3                                                                |   |                |                                                            |                                                            |                                                            |  |
|  |                                                                  |                                                                  |                                                                  |   |                |                                                            |                                                            |                                                            |  |

### Semifinales
| 1 de octubre de 2022, 15:00 | Miramar Misiones | 0:2 (0:0) | Cerro                        | Parque Palermo, Montevideo |                           |
|                             |                  |           | - 49' E. Sosa - 51' N. Ramos | Árbitro(s): Pablo Giménez  | Árbitro(s): Pablo Giménez |

| 8 de octubre de 2022, 13:30 | Cerro          | 1:3 (1:0) | Miramar Misiones                                    | Estadio Luis Tróccoli, Montevideo |                              |
|                             | - 11' A. Lamas |           | - 50' M. Lombardi - 63' M. Lombardi - 76' B. Vargas | Árbitro(s): Jonathan Fuentes      | Árbitro(s): Jonathan Fuentes |

| 2 de octubre de 2022, 13:30 | Rampla Juniors   | 1:0 (1:0) | Uruguay Montevideo | Estadio Olímpico, Montevideo |                            |
|                             | - 13' G. Machado |           |                    | Árbitro(s): Antonio García   | Árbitro(s): Antonio García |

| 9 de octubre de 2022, 13:30 | Uruguay Montevideo | 1:1 (0:1) | Rampla Juniors | Parque Capurro, Montevideo   |                              |
|                             | - 54' C. Taján     |           | - 28' S. Gorga | Árbitro(s): Daniel Rodríguez | Árbitro(s): Daniel Rodríguez |

### Final
| 16 de octubre de 2022, 13:00 | Rampla Juniors | 0:1 (0:1) | Cerro         | Parque Alfredo Víctor Viera, Montevideo |                           |
|                              |                |           | - 13' E. Sosa | Árbitro(s): Pablo Giménez               | Árbitro(s): Pablo Giménez |

| 22 de octubre de 2022, 13:00 | Cerro | 0:0 | Rampla Juniors | Parque Alfredo Víctor Viera, Montevideo |  |
|                              |       |     |                | Árbitro(s): Daniel Rodríguez            |  |

 Cerro ganó en el resultado global con un marcador de 1:0 y logró el tercer ascenso.

## Tabla del descenso
| Pos.                                           | Equipos             | PJ 2021 | PTS 2021 | PJ 2022 | PTS 2022 | PJ | PTS | DG  | PROM  |
| ---------------------------------------------- | ------------------- | ------- | -------- | ------- | -------- | -- | --- | --- | ----- |
| 1°                                             | Racing              | 22      | 38       | 27      | 57       | 49 | 95  | +32 | 1.939 |
| 2°                                             | La Luz              | –       | –        | 27      | 51       | 27 | 51  | +12 | 1.889 |
| 3°                                             | Cerro               | 22      | 37       | 27      | 41       | 49 | 78  | +7  | 1.592 |
| 4°                                             | Miramar Misiones    | –       | –        | 27      | 40       | 27 | 40  | +6  | 1.481 |
| 5°                                             | Uruguay Montevideo  | 22      | 25       | 27      | 44       | 49 | 69  | 0   | 1.408 |
| 6°                                             | Sud América         | –       | –        | 27      | 33       | 27 | 33  | −11 | 1.222 |
| 7°                                             | Progreso            | –       | –        | 27      | 31       | 27 | 31  | −4  | 1.148 |
| 8°                                             | Atenas              | 22      | 24       | 27      | 32       | 49 | 56  | +2  | 1.143 |
| 9°                                             | Juventud            | 22      | 29       | 27      | 27       | 49 | 56  | −9  | 1.143 |
| 10°                                            | Rampla Juniors      | 22      | 21       | 27      | 35       | 49 | 56  | −17 | 1.143 |
| 11°                                            | Central Español (D) | 22      | 33       | 27      | 22       | 49 | 55  | −13 | 1.122 |
| 12°                                            | Villa Española (D)  | –       | –        | 27      | 27       | 27 | 27  | −10 | 1.000 |
| Última actualización: 25 de septiembre de 2022 |                     |         |          |         |          |    |     |     |       |

|  | Disputan la Permanencia para el Campeonato Uruguayo de Segunda División Profesional 2023 |

## Permanencia[4]
| 22 de octubre de 2022, 10:15 | Bella Vista | 0:1 (0:0) | Villa Española     | Parque Palermo, Montevideo |                           |
|                              |             |           | - 54' R. Tarragona | Árbitro(s): Diego Dunajec  | Árbitro(s): Diego Dunajec |

| 29 de octubre de 2022, 15:15 | Villa Española | 0:2 (0:1) | Bella Vista                      | Obdulio Varela, Montevideo   |                              |
|                              |                |           | - 16' T. Ferreira - 69' E. Viera | Árbitro(s): Mathias de Armas | Árbitro(s): Mathias de Armas |

 Bella Vista ganó en el resultado global con un marcador de 2:1 y logró el ascenso.  Villa Española descendió a la Primera División Amateur.
| 23 de octubre de 2022, 10:00 | Central Español | 0:0 | Potencia | Parque Palermo, Montevideo  |  |
|                              |                 |     |          | Árbitro(s): Nicolás Vignolo |  |

| 30 de octubre de 2022, 11:15 | Potencia                                           | 3:2 (1:0, 2:2) (t. s.) | Central Español                 | Estadio Olímpico, Montevideo |                           |
|                              | - 29' F. Mimbacas - 55' E. Ocampo - 100' L. Sureda |                        | - 76' D. Sánchez - 83' G. Bueno | Árbitro(s): Pablo Giménez    | Árbitro(s): Pablo Giménez |

 Potencia ganó en el resultado global con un marcador de 3:2 y logró el ascenso.  Central Español descendió a la Primera División Amateur.

## Ascensos aPrimera División
|                    |            |                      |
| Racing             | La Luz     | Cerro                |
| Campeón 8.° título | Subcampeón | Ganador del Play-Off |

## Goleadores
| Jugador              | Club               | Goles | Part. | GPP  |
| -------------------- | ------------------ | ----- | ----- | ---- |
| Diego Vera           | Racing             | 16    | 22    | 0.73 |
| Nicolás González     | Cerro              | 12    | 24    | 0.5  |
| Maximiliano Lombardi | Miramar Misiones   | 10    | 24    | 0.83 |
| Matías Alonso        | Uruguay Montevideo | 9     | 24    | 0.38 |
| Agustín Navarro      | Sud América        | 9     | 25    | 0.36 |

Fuente: Página oficial de AUF

## Récords
- Primer gol de la temporada: Federico Velázquez de Rampla Juniors vs.  Uruguay Montevideo (19 de marzo de 2022)

- Mayor número de goles marcados en un partido: 7 (2–5)  Sud América vs.  Miramar Misiones (21 de agosto de 2022)

- Mayor victoria local de la temporada: (5–0) Rampla Juniors vs.  Central Español (17 de abril de 2022)

- Mayor victoria visitante de la temporada: (0–4)  Sud América vs.  Racing (11 de junio de 2022) |  Uruguay Montevideo vs. Rampla Juniors (13 de agosto de 2022) |  Cerro vs.  Atenas (25 de septiembre de 2022)